# Berenguer Mallol
Berenguer Mallol (siglo XIII) fue un mercader, armador y marino de la Corona de Aragón, que llegó al grado de almirante.

## Biografía
En 1285, junto con Ramon Marquet, preparó una escuadra de once galeras, con el mando conjunto como almirantes, para defender la costa de Cataluña contra la escuadra del rey Felipe III de Francia, que había emprendido una cruzada contra la Corona de Aragón. Consiguieron una gran victoria en la batalla naval de Sant Feliu de Guíxols, en la que capturaron al almirante Berenguer III de Guillem. Una vez reunidos con la flota del almirante Roger de Lauria, que había vuelto de Sicilia, destruyeron a la escuadra francesa en la batalla de Formigues.
En 1286 comandó de nuevo con Ramon Marquet la escuadra con que Alfonso III conquistó Menorca a los sarracenos.
Fue conseller en cap de Barcelona entre 1290-1291 y entre 1299-1300.
Tiene dedicada una calle en Barcelona, en el distrito de Ciutat Vella.
Tiene dedicada una calle en Valencia, en el barrio de Ayora